# Trường đua Spa-Francorchamps
Trường đua Spa-Francorchamps (tiếng Pháp Circuit de Spa-Francorchamps), hay gọi ngắn gọn là Trường đua Spa, là một trường đua xe chuyên dụng nằm ở thành phố Stavelot, Vương quốc Bỉ. Trường đua hiện đang đăng cai chặng đua GP Bỉ của giải đua Công thức 1 và là trường đua có chiều dài dài nhất trong số các trường đua đang tổ chức F1.

## Lịch sử

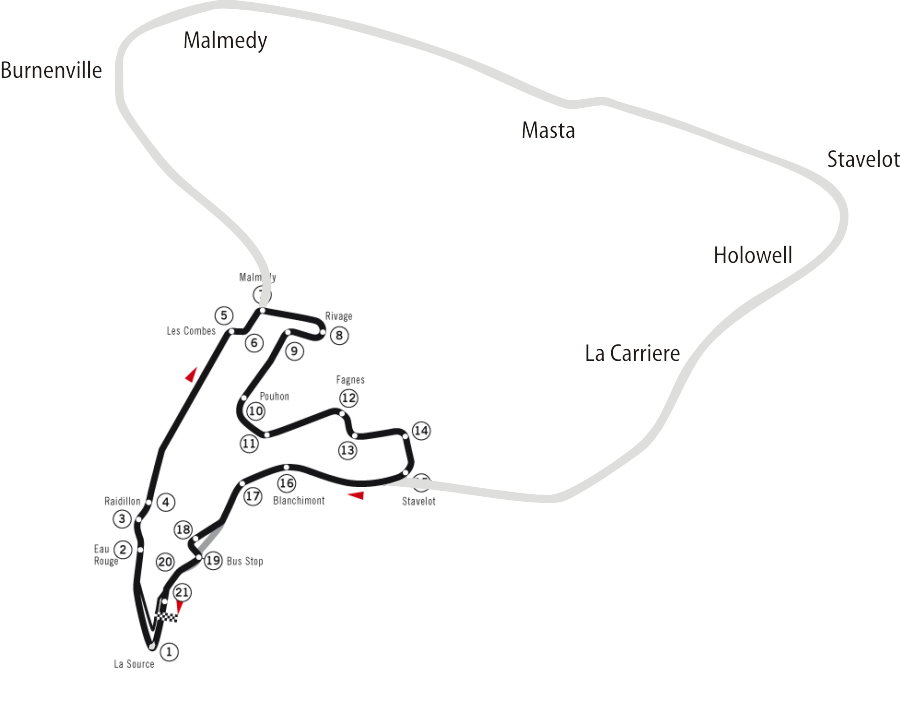
So sánh hình dạng và chiều dài của trường đua Spa cổ điển (nhạt) và hiện đại (đậm)

Trường đua lần đầu tiên được sử dụng để đua xe từ đầu thập niên 1920. Ban đầu nó chỉ là một trường đua đường phố nằm giữa hai ngôi làng Spa và Francorchamps, chiều dài ban đầu của trường đua lên đến 15 km. Năm 1979, trường đua được cải tạo để tăng độ an toàn, chiều dài rút ngắn xuống còn khoảng 7 km, hình dạng cơ bản giống như hiện nay.
Spa là trường đua tổ chức nhiều chặng đua GP Bỉ nhất. Và từ năm 1985 đến nay (trừ 2 năm 2003 và 2006), trường đua luôn đăng cai chặng đua này.
Ở giải đua MotoGP, trường đua Spa cũng từng nhiều lần đăng cai chặng đua MotoGP Bỉ trong giai đoạn 1949-1990.
Năm 2012: Romain Grosjean bị cấm thi đấu một chặng du gây ra tai nạn liên hoàn ở pha xuất phát khiến cho nhiều tay đua trong đó có cả Fernando Alonso và Lewis Hamilton phải bỏ cuộc. Người chiến thắng là Jenson Button.
Năm 2019, tay đua Anthonie Hubert tử nạn ở giải đua F2.
Năm 2021: Có mưa lớn nên cuộc đua phải kết thúc sớm dù các tay đua vẫn chưa đua chính vòng đua nào (chỉ chạy sau xe an toàn). Ban tổ chức vẫn tính kết quả, Max Verstappen chiến thắng, George Russell lần đầu lên podium.

## Hình dạng trường đua qua các thời kỳ

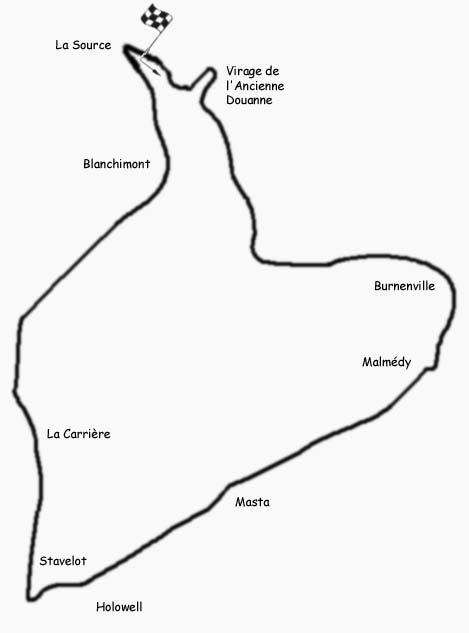
Hình dạng trường đua cổ điển thời kỳ đầu từ 1921–1938
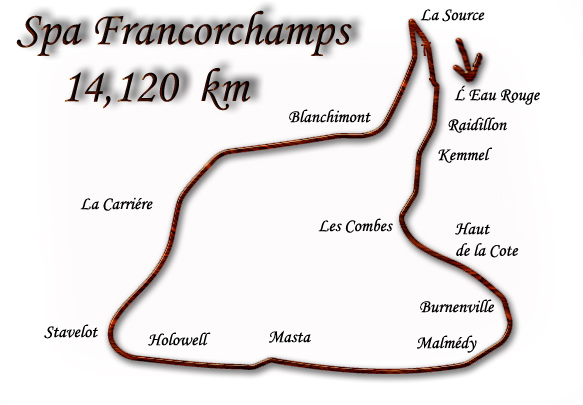
Hình dạng trường đua cổ điển từ 1939–1978
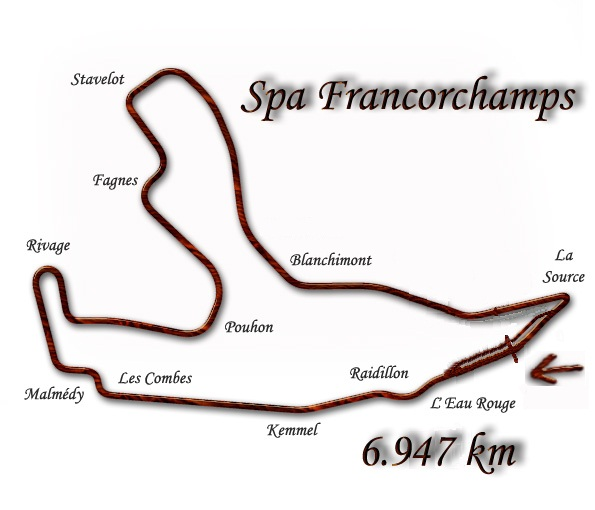
Hình dạng trường đua hiện đại (sau khi được cải tạo lớn) từ 1979–1980
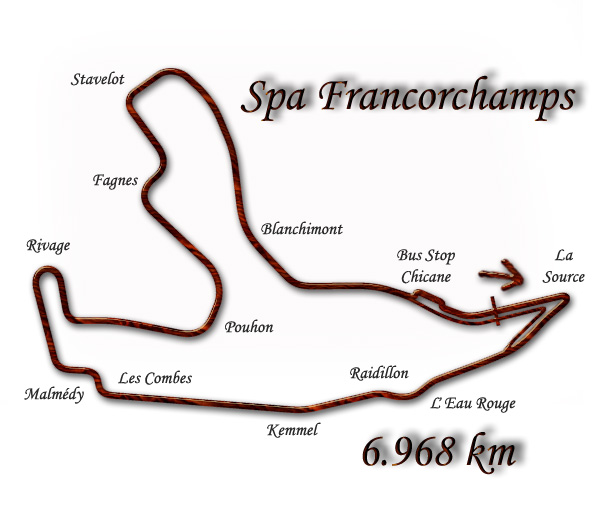
Hình dạng trường đua hiện đại từ 1981–1993 và1995–2003
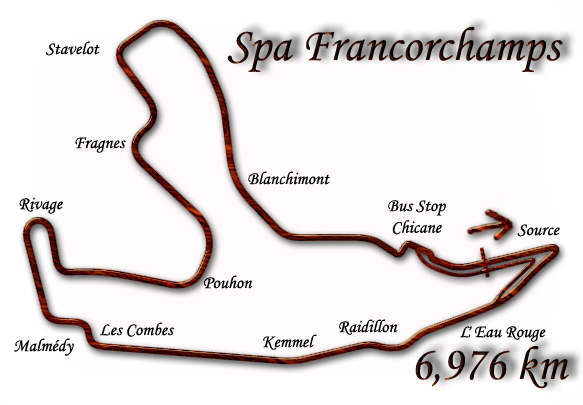
Hình dạng trường đua hiện đại từ 2004–2006
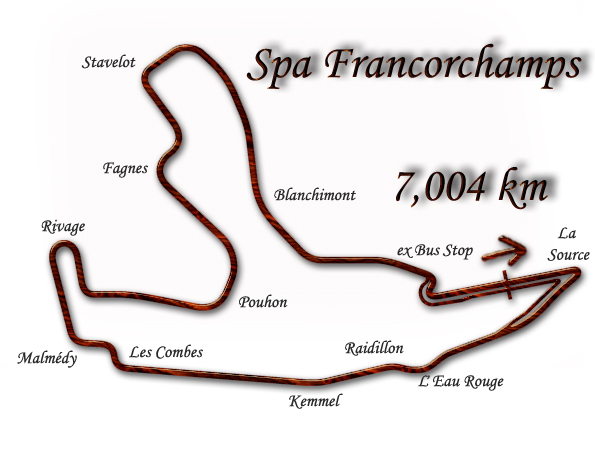
Hình dạng trường đua hiện đại từ 2007–nay

## Các kỷ lục vòng chạy
Dưới đây là các kỷ lục thời gian của các giải đua được tổ chức ở trường đua Spa Francorchamps hiện đại:
| Giải đua                                   | Thời gian                       | Tay đua                         | Xe                               | Sự kiện                                          |
| Kiểu đường 7.004 km từ 2007-nay            | Kiểu đường 7.004 km từ 2007-nay | Kiểu đường 7.004 km từ 2007-nay | Kiểu đường 7.004 km từ 2007-nay  | Kiểu đường 7.004 km từ 2007-nay                  |
| ------------------------------------------ | ------------------------------- | ------------------------------- | -------------------------------- | ------------------------------------------------ |
| Formula One                                | 1:46.286                        | Valtteri Bottas                 | Mercedes AMG F1 W09 EQ Power+    | 2018 Belgian Grand Prix                          |
| GP2                                        | 1:56.731                        | Sergio Perez                    | Dallara GP2/08                   | 2009 Spa-Francorchamps GP2 Series round          |
| LMP1                                       | 1:57.394                        | Mike Conway                     | Toyota TS050 Hybrid              | 2019 6 Hours of Spa-Francorchamps                |
| FIA F2                                     | 2:00.204                        | Artem Markelov                  | Dallara GP2/11                   | 2017 Spa-Francorchamps Formula 2 round           |
| Formula Renault 3.5                        | 2:00.928                        | Jules Bianchi                   | Dallara T12                      | 2012 Spa Formula Renault 3.5 Series round        |
| LMH                                        | 2:03.930                        | Sébastien Buemi                 | Toyota GR010 Hybrid              | 2021 6 Hours of Spa-Francorchamps                |
| LMP2                                       | 2:04.155                        | Pastor Maldonado                | Oreca 07                         | 2019 6 Hours of Spa-Francorchamps                |
| GP3                                        | 2:06.456                        | Daniil Kvyat                    | Dallara GP3/13                   | 2013 Spa-Francorchamps GP3 Round                 |
| FIA F3                                     | 2:06.865                        | Logan Sargeant                  | Dallara F3 2019                  | 2020 Spa-Francorchamps Formula 3 round           |
| FTwo (2009-2012)                           | 2:07.722                        | Markus Pommer                   | Williams JPH1                    | 2012 Spa-Francorchamps FTwo round                |
| DTM                                        | 2:08.715                        | René Rast                       | Audi RS5 Turbo DTM 2020          | 2020 Spa-Francorchamps DTM Round                 |
| LM GTE                                     | 2:13.658                        | Kévin Estre                     | Porsche 911 RSR-19               | 2021 6 Hours of Spa-Francorchamps                |
| LMP3                                       | 2:14.636                        | Duncan Tappy                    | Norma M30                        | 2019 Spa Le Mans Cup round                       |
| FREC                                       | 2:17.678                        | Michael Belov                   | Tatuus F.3 T-318                 | 2021 Spa FREC round                              |
| GT3                                        | 2:18.146                        | Marco Mapelli                   | Lamborghini Huracán GT3 Evo      | 2020 24 Hours of Spa                             |
| Formula Renault 2.0                        | 2:18.441                        | Matevos Isaakyan                | Tatuus FR2.0/13                  | 2015 Spa Eurocup Formula Renault 2.0 round       |
| Formula 4                                  | 2:22.596                        | Robert Shwartzman               | Tatuus F4-T014                   | 2015 Spa ADAC Formula 4 round                    |
| WTCC                                       | 2:26.579                        | Yvan Muller                     | Citroën C-Elysée WTCC            | 2014 FIA WTCC Race of Belgium                    |
| TCR Touring Car                            | 2:30.858                        | Santiago Urrutia                | Audi RS 3 LMS TCR                | 2019 Spa TCR Europe round                        |
| GT4                                        | 2:32.557                        | Adrien Tambay                   | Porsche 718 Cayman GT4 Clubsport | 2019 Spa French GT4 Cup round                    |
| Stock car racing                           | 2:34.795                        | Ander Vilariño                  | Chevrolet Camaro NASCAR          | 2012 Spa-Francorchamps Racecar Euro Series round |
| Kiểu đường 6.976 km từ 2004-2006           |                                 |                                 |                                  |                                                  |
| Formula One                                | 1:45.108                        | Kimi Räikkönen                  | McLaren MP4-19B                  | 2004 Belgian Grand Prix                          |
| Formula Renault 3.5                        | 2:06.447                        | Miloš Pavlović                  | Dallara T05                      | 2006 Spa Formula Renault 3.5 Series round        |
| LMP1                                       | 2:06.626                        | Jamie Davies                    | Audi R8                          | 2004 1000 km of Spa                              |
| GP2                                        | 2:07.563                        | Alexandre Prémat                | Dallara GP2/05                   | 2005 Spa-Francorchamps GP2 Series round          |
| LMP2                                       | 2:08.781                        | Ángel Burgueño                  | Lola B05/40                      | 2006 1000 km of Spa                              |
| DTM                                        | 2:13.134                        | Mika Häkkinen                   | AMG-Mercedes C-Klasse 2005       | 2005 Spa-Francorchamps DTM Round                 |
| Formula 3                                  | 2:13.844                        | Lewis Hamilton                  | Dallara F305                     | 2005 Spa F3 Euro Series round                    |
| Formula Renault 2.0                        | 2:20.758                        | Scott Speed                     | Tatuus FR2000                    | 2004 Spa Formula Renault 2000 Eurocup round      |
| F3000                                      | 2:29.524                        | Robert Doornbos                 | Lola B02/50                      | 2004 Spa F3000 round                             |
| WTCC                                       | 2:33.955                        | Dirk Müller                     | BMW 320i                         | 2005 FIA WTCC Race of Belgium                    |
| Kiểu đường 6.968 km (1981–1993, 1995–2003) |                                 |                                 |                                  |                                                  |
| Formula One                                | 1:47.176                        | Michael Schumacher              | Ferrari F2002                    | 2002 Belgian Grand Prix                          |
| Group C                                    | 2:06.211                        | Mauro Baldi                     | Mercedes-Benz C11                | 1990 480 km of Spa                               |
| F3000                                      | 2:07.133                        | Sébastien Bourdais              | Lola B02/50                      | 2002 Spa F3000 round                             |
| 500cc                                      | 2:26.110                        | Kevin Schwantz                  | Suzuki RGV500                    | 1989 Belgian motorcycle Grand Prix               |
| 250cc                                      | 2:33.530                        | Sito Pons                       | Honda NSR250                     | 1989 Belgian motorcycle Grand Prix               |
| 125cc                                      | 2:55.740                        | Hans Spaan                      | Honda RS125R                     | 1989 Belgian motorcycle Grand Prix               |
| Kiểu đường 7.001 km (1994)                 |                                 |                                 |                                  |                                                  |
| Formula One                                | 1:57.117                        | Damon Hill                      | Williams FW16B                   | 1994 Belgian Grand Prix                          |
| F3000                                      | 2:32.388                        | Tarso Marques                   | Reynard 94D                      | 1994 Spa F3000 round                             |